# Kleppemolen

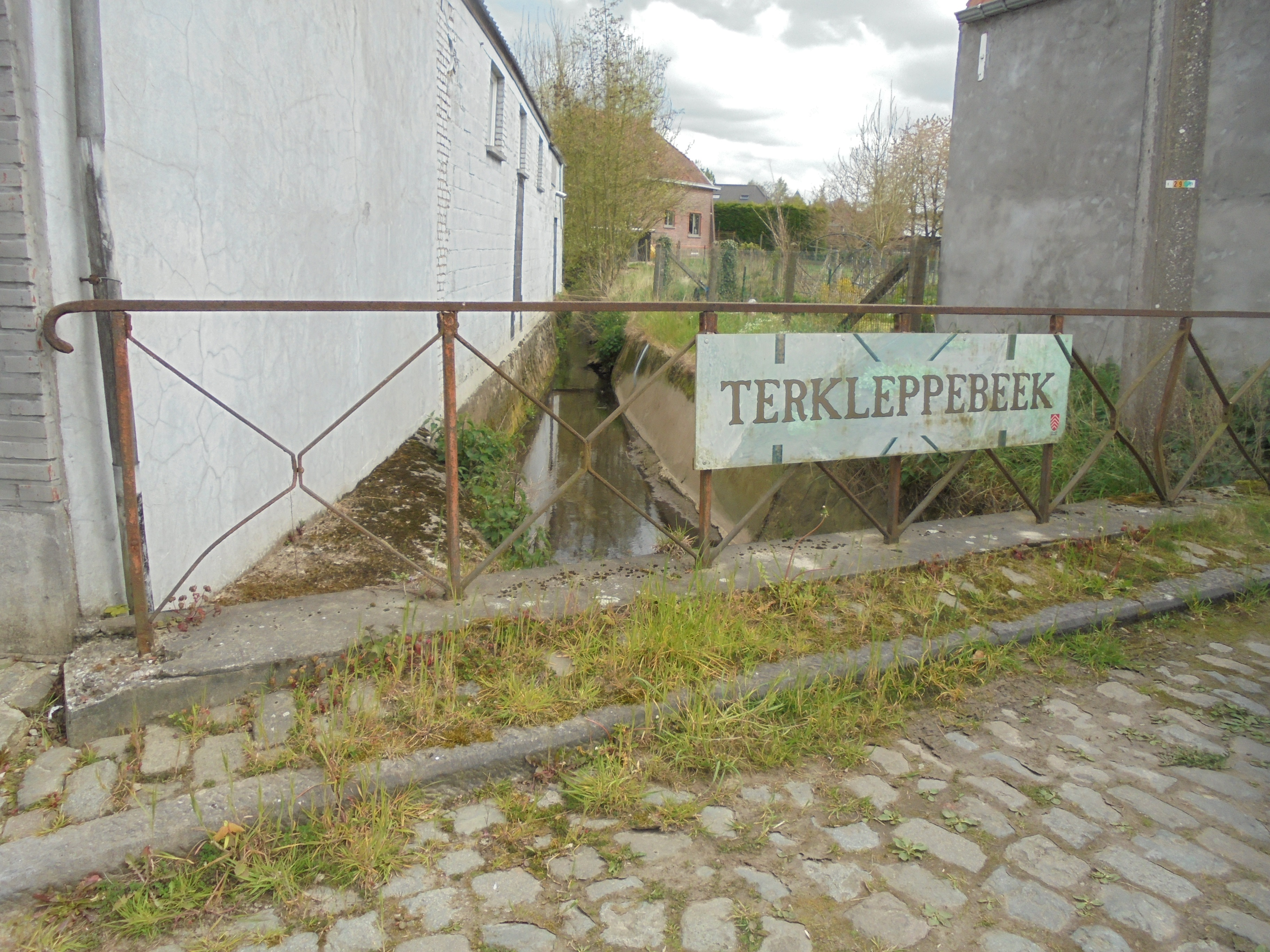
De Terkleppebeek

De Kleppemolen, Terkleppemolen of Watermolen Terkleppe is een voormalige bovenslagwatermolen op de Molenbeek-Terkleppenbeek gelegen in de Vlaamse Ardennen in de Belgische deelgemeente Everbeek (Brakel). 
De bovenslagmolen werd al vermeld in 1597. Het molencomplex bestaat uit de vroegere maalderij met rechts aanpalend molenaarshuis. Schuin bij de straat staat het vroegere molenaarshuis. De deels gerenoveerde maalinstallatie omvat één maalstoel en elektrische motor op niveau van het asgat.  
- Inventaris van het Bouwkundig Erfgoed (Vlaanderen): 73987